# Касьяны (Котелевский район)
Касьяны (укр. Касяни) — село, Козловщинский сельский совет, Котелевский район,
Полтавская область, Украина.
Код КОАТУУ — 5322281905. Население по переписи 2001 года составляло 5 человек.

## Географическое положение
Село Касьяны примыкает к селу Терещенки, на расстоянии в 0,5 км от села Глобовка.

## История
Село указано на трехверстовке Полтавской области. Военно-топографическая карта.1869 года отметки х.